# Casa Clariana (Vic)
La Casa Clariana és una obra amb elements gòtics i barrocs de Vic (Osona) protegida com a Bé Cultural d'Interès Local.

## Descripció

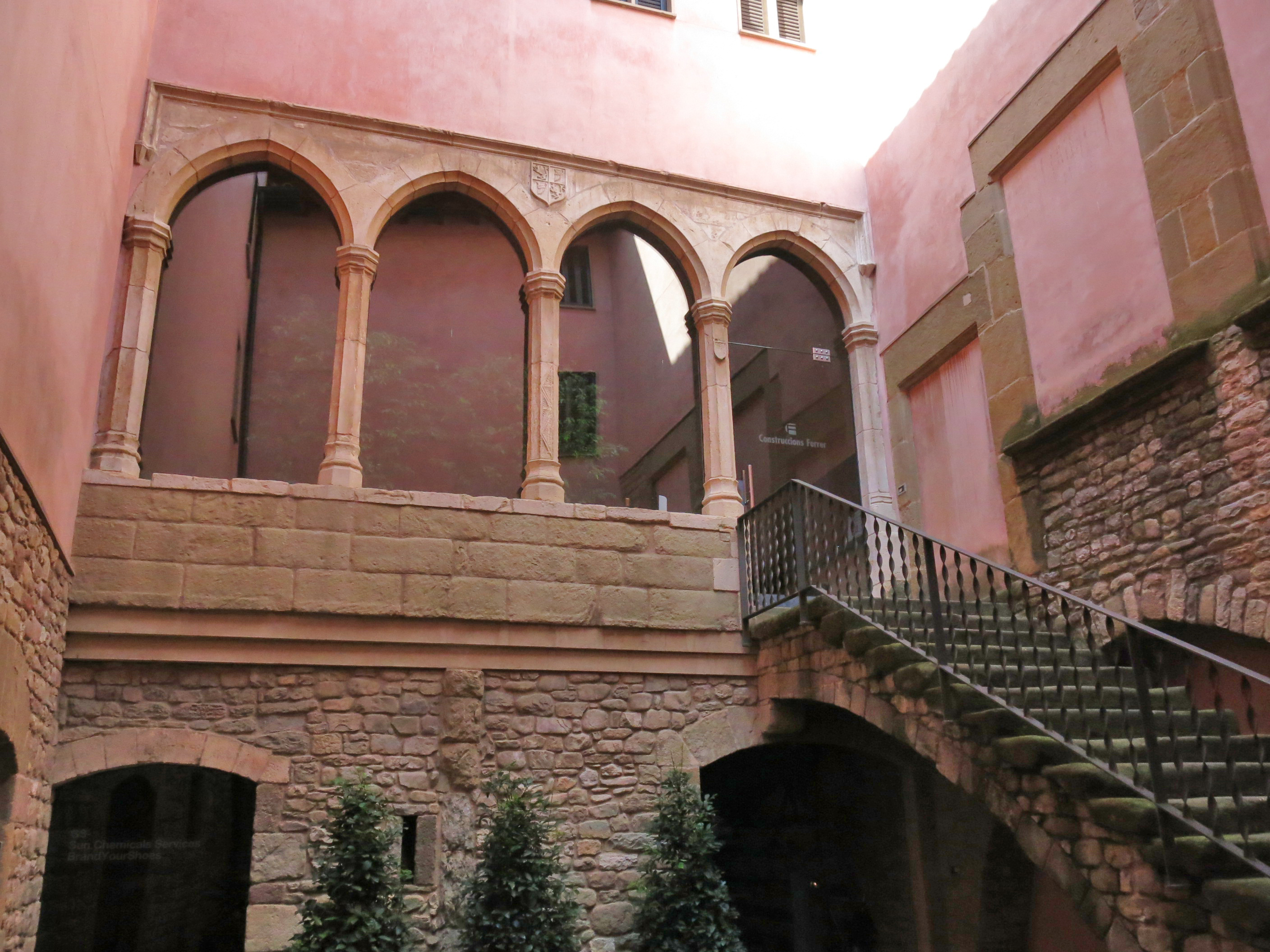
Pati

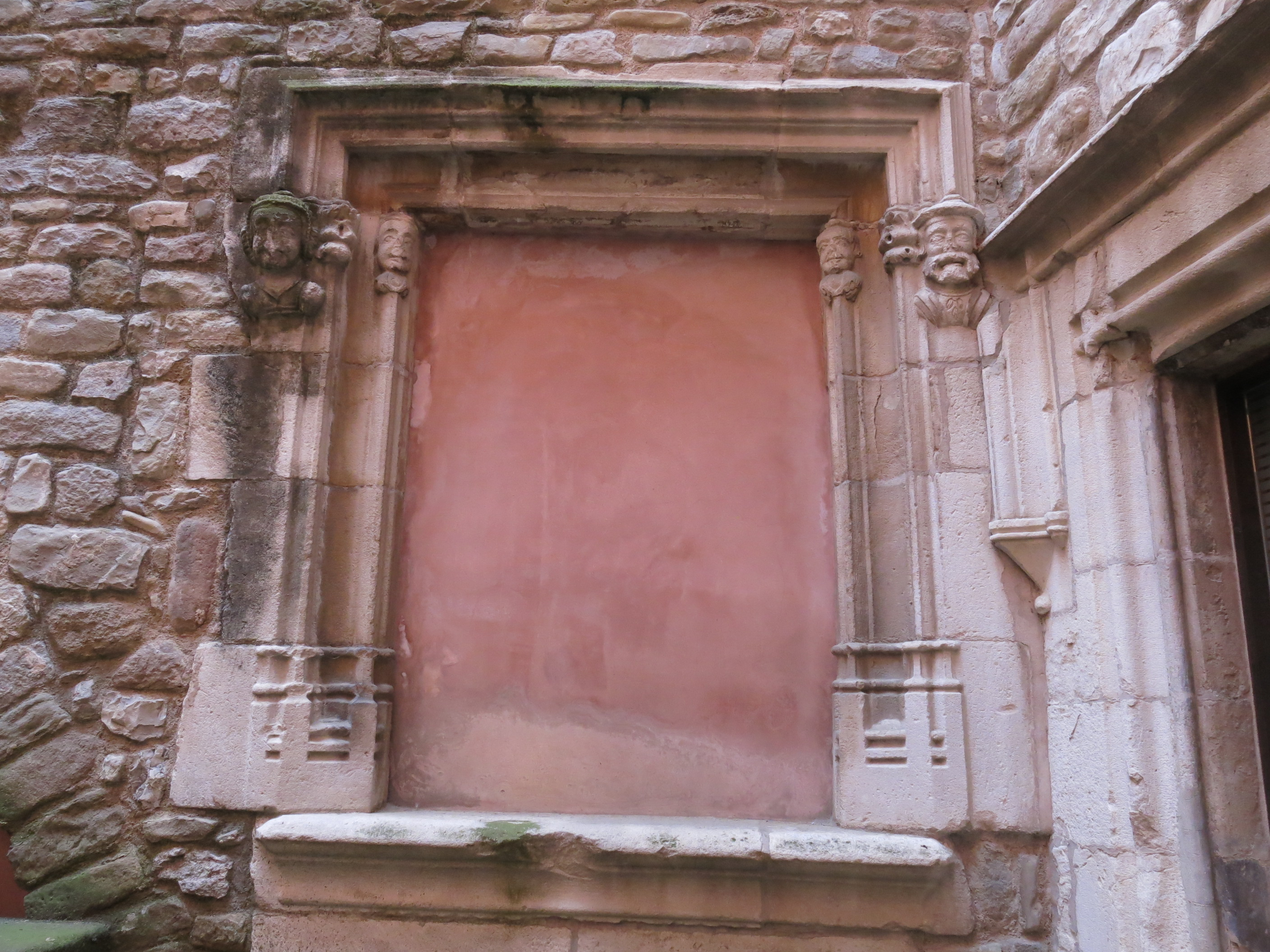
Finestra renaixentista del pati

Casa senyorial de planta gairebé quadrada, amb la façana nord, seguint el traçat itinerant del c/ Dues Soles i la plaça. Aquesta es cobreix a coberta de varis vessants. Es tracta d'un edifici mitgera de planta baixa i dos pisos i presenta tres trams de façana ben diferenciats. El sector est és de pedra vista i presenta un ampli portal adovellat, amb balcons al primer pis i galeria al segon. El cos centrat, més alt que aquest, presenta un eix de composició vertical amb portal d'arc de mig punt a la planta i finestres al dos pisos i badius al tercer. El W presenta una porta de garatge de ferro i finestres a la planta, balcons i finestres al primer pis i una galeria amb columnes de ferro que sostenen el ràfec. Aquests dos últims cossos han estat estucats recentment i la majoria d'obertures conserven els emmarcaments en pedra i baranes i reixes de forja. L'entrada principal conté un pati interior i una bonica escala que condueix a una galeria al primer pis amb columnes gòtiques. També s'hi observen finestres renaixentistes. Pel tipus d'aparell del mur sembla molt antic. A la façana també hi ha una finestra renaixentista i un portal tapiat. Degut a la restauració recent, l'estat de conservació és bo.

## Història
La casa Clariana, situada a l'interior de l'antiga muralla, va ser construïda sobre l'antic Casal d'Altarriba a principis del segle xvi, és a dir vers al 1509. A la mateixa època s'urbanitzà la plaça, que prengué el nom del casal i que era fruit de l'enderrocament d'una illa de cases situades en aquell indret. La casa Clariana fou la residència de la cort del Veguer dins a l'extensió de les vegueries el 1719. El casal conté elements gòtics que provenen de la capella de Sant Àngel Custodi, construït al segle anterior. Segons la documentació existent el 1609, el consell de la ciutat va vendre a Miquel de Clarina unes columnes i uns arcs que van ser aprofitats per la galeria i el pati d'entrada. Del 1869 fins 1875 la casa Clariana va ser ocupada pel col·legi de Sant Miquel dels Sants per a fer-hi els estudis de preparatori per a la Universitat. Més tard l'edifici passà a ésser seu de l'orfeó Vigatà. A la dècada de 1990, obra de l'arquitecte Nando Blancafort, l'immoble ha estat convertit en edifici d'habitatges unificant-lo i permetent així que el patrimoni tingui utilitat i no es degradi.